# Herrenhaus Tüschow

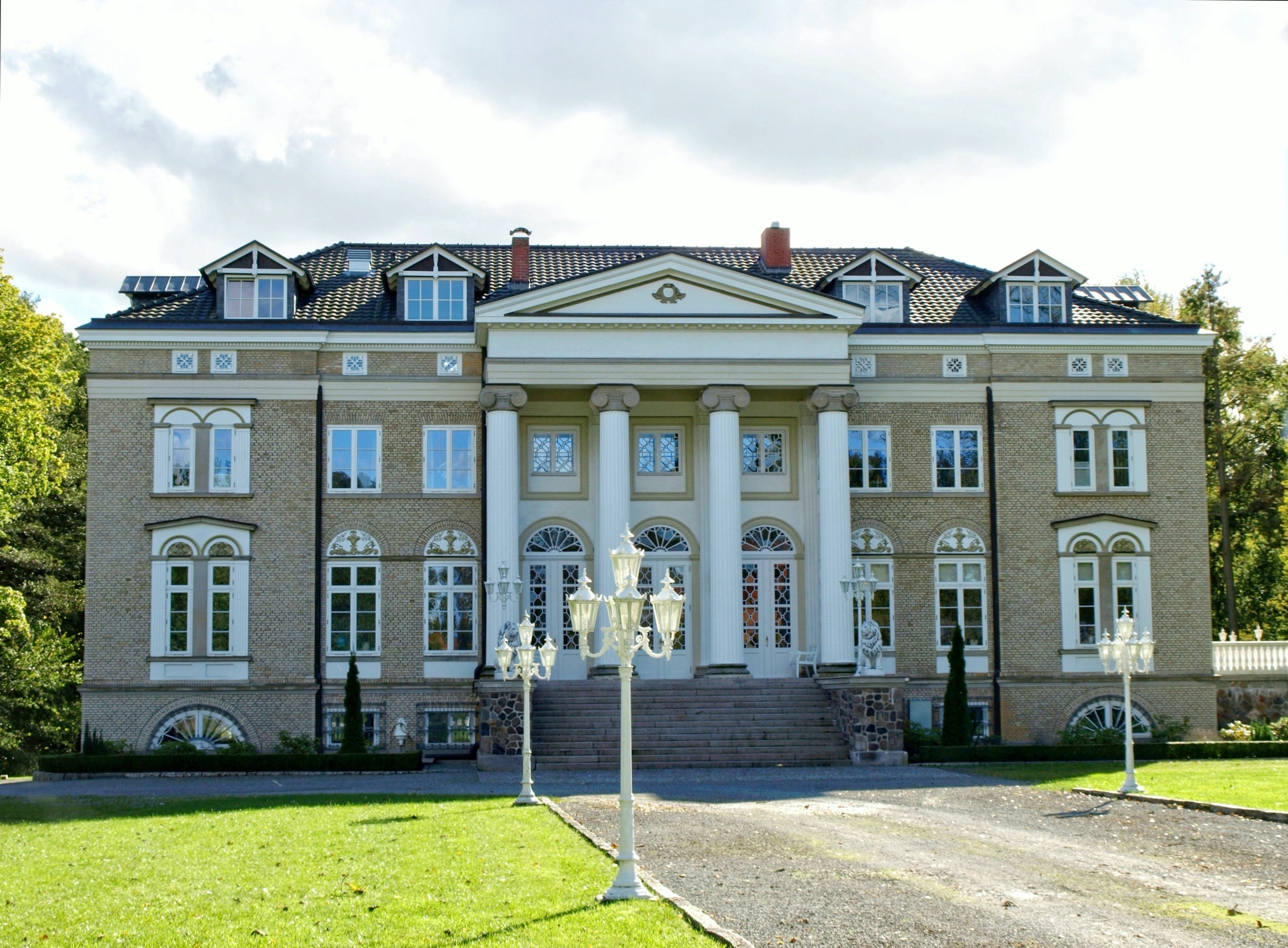
Herrenhaus Tüschow im Jahr 2017

Das Herrenhaus Tüschow ist ein denkmalgeschütztes Gebäude in Tüschow, einem Ortsteil der Gemeinde Vellahn, im Landkreis Ludwigslust-Parchim in Mecklenburg-Vorpommern. Das Herrenhaus liegt am Rande des Naturschutzgebietes Schaalelauf.

## Geschichte

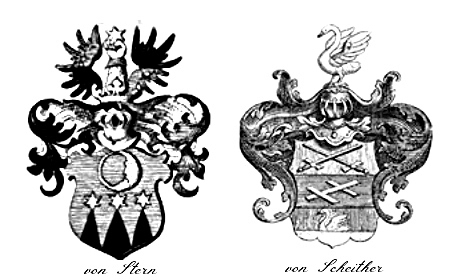
Wappen der Familien von Stern und von Scheiter

Gut Tüschow war zunächst in Besitz der Adelsfamilien von Bieswang und von Züle. Zu dieser Zeit verfügte Tüschow bereits über ein ansehnliches Gutshaus und Nebengebäude. 1624 erwarb die niedersächsische Adelsfamilie von Scheiter das Anwesen. Einhundert Jahre später gelangte das Gut in den Besitz von Wilhelm Boye (1670–1746), der bis 1694 mit Qwädel Scheiter (1672–1694) verehelicht war. Wilhelm Boye heiratete später eine Tochter des braunschweig-wolfenbüttelschen Majors Rabe Ludwig von Scheiter, der 1703 in den Adelstand erhoben wurde. In relativ kurzer Zeit wechselten dann die Besitzer des Anwesens, so folgten die Familie von Overbeck, von Lützow und wiederum Familie von Scheiter.
1779 erwarb die im Jahr 1645 von Ferdinand III. in den Adelsstand erhobene Lüneburger Buchdrucker-Familie von Stern das Allodialgut. 1802 übertrug Druckereibesitzer Ludolf von Stern (1730–1807) seinem Sohn Johann Georg von Stern (1763–1835) das Tüschower Gut. Gutsbesitzer von Stern, der 1789 zum mecklenburg-schwerinschen Drost und 1808 zum Hofjägermeister ernannt wurde, erteilte 1830 den Auftrag zum Bau des Herrenhauses Tüschow. Kurz nach der Fertigstellung des neuen Herrenhauses verstarb er am 14. September 1835 in Lüneburg. Daraufhin erbte Ludolph Dethloff Heinrich von Stern (1806–1858), der 1839 in den mecklenburgischen Adel rezipiert wurde, das väterliche Gut und verwaltete es bis zu seinem Tod im Jahr 1858. Den Gutsbetrieb übernahm nunmehr sein Sohn Georg Paul Friedrich Carl Ludolph von Stern (1833–1890). Er war wie sein Vater Mitglied der Freimaurerloge Vesta zu den drei Türmen in Boizenburg und von 1860 bis zu seinem Tod deren Meister vom Stuhl. Sein ältester Sohn Heino von Stern (1864–1935) erbte 1890 das Familiengut. Er war der letzte Erbherr der Familie von Stern auf Tüschow.
1913 verkaufte Heino von Stern den 901 Hektar großen Gutsbesitz an Rittmeister Ewald Julius von Hennig (1868–1937). Der neue Besitzer war der Sohn des westpreußischen Gutsbesitzers und Politikers Heinrich von Hennig, dessen Familie im Jahr 1806 in den Reichsadelsstand erhoben wurde. Major a. D. von Hennig war später in den Kapp-Putsch in Mecklenburg verwickelt, wodurch Gut Tüschow zum Treffpunkt Gleichgesinnter wurde. Auch die Landarbeiterstreiks desselben Jahres führten auf dem Gutshof zu teils gewaltsamen Konflikten. Gutsherr von Hennig war im Mecklenburgischen Patriotischen Verein organisiert und von 1924 bis 1926 Abgeordneter der Deutschnationalen Volkspartei im Landtag des Freistaates Mecklenburg-Schwerin. Das Anwesen blieb bis 1935 in seinem Besitz.
1935 übernahm Heinrich Gustav Mangels, aus Pröbsten stammend, das 315 Hektar große Restgut nebst Herrenhaus. Familie Mangels erweiterte den Wirtschaftshof des Gutes um eine große Feldscheune, welche dem Ausbau der Viehzucht dienlich sein sollte. Neben einem Melker arbeiteten 1936 noch drei Hofangestellte, vier Forstarbeiter, ein Lehrling und eine Bäuerin im Gutsbetrieb.
Das Landgut blieb bis 1945 in Besitz der Familie Mangels. Im Herbst 1945 erfolgte die Enteignung durch die sowjetische Besatzungsmacht. Im Verlauf des Jahres 1945 wurde das Gebäude zur Unterbringung von Vertriebenen der deutschen Ostgebiete genutzt. In den darauffolgenden Jahrzehnten diente das Herrenhaus als Wohnstätte.
1998 fand sich für das Herrenhaus ein neuer Besitzer und Investor. Dank vorhandener Unterlagen, aus der Bauphase 1830–35 stammend, konnte das Herrenhaus von 1998 bis 2002 denkmalgerecht saniert werden.
Das unter Denkmalschutz stehende Herrenhaus ist heute Privatbesitz.

### Besitzerfolge bis 1945
- Familie von Bieswang (1500–1555)
- Familie von Züle (1555–1689)
- Familie von Scheiter (1624–1724)
  - Bernhard Scheiter und Erben
- Familie von Boye (1724–1756)
  - Wilhelm Boye und Erben
- Familien von Overbeck, von Lützow und von Scheiter (1775–1779)
- Familie von Stern (1779–1913)
  - Ludolf von Stern
  - Johann Georg von Stern
  - Ludolph Dethloff Heinrich von Stern
  - Georg Paul Friedrich Carl Ludolph von Stern
  - Heino von Stern
- Ewald von Hennig (1913–1935)
- Heinrich Gustav Mangels (1935–1945)

## Das Herrenhaus

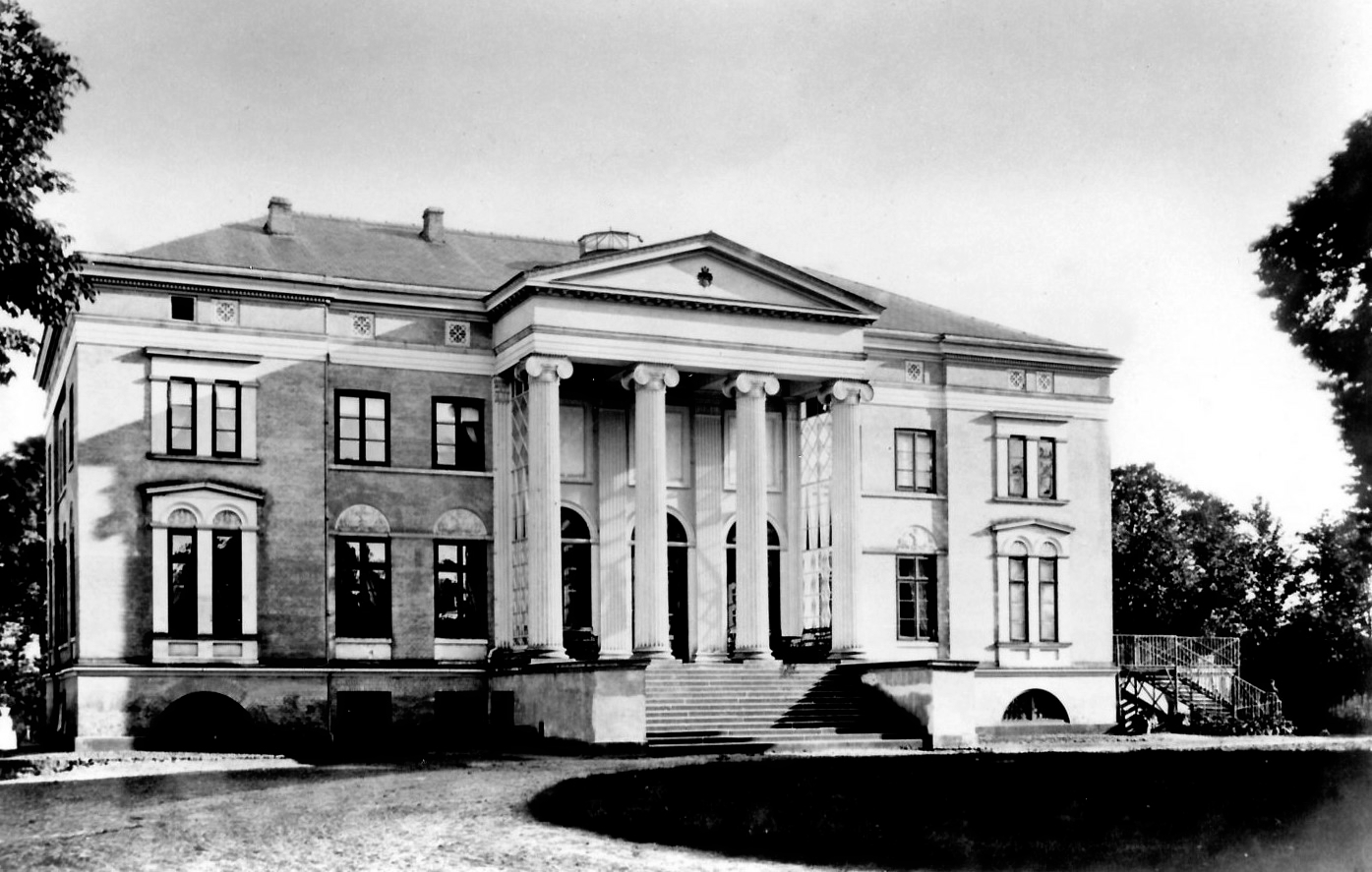
Herrenhaus Tüschow im Jahr 1858

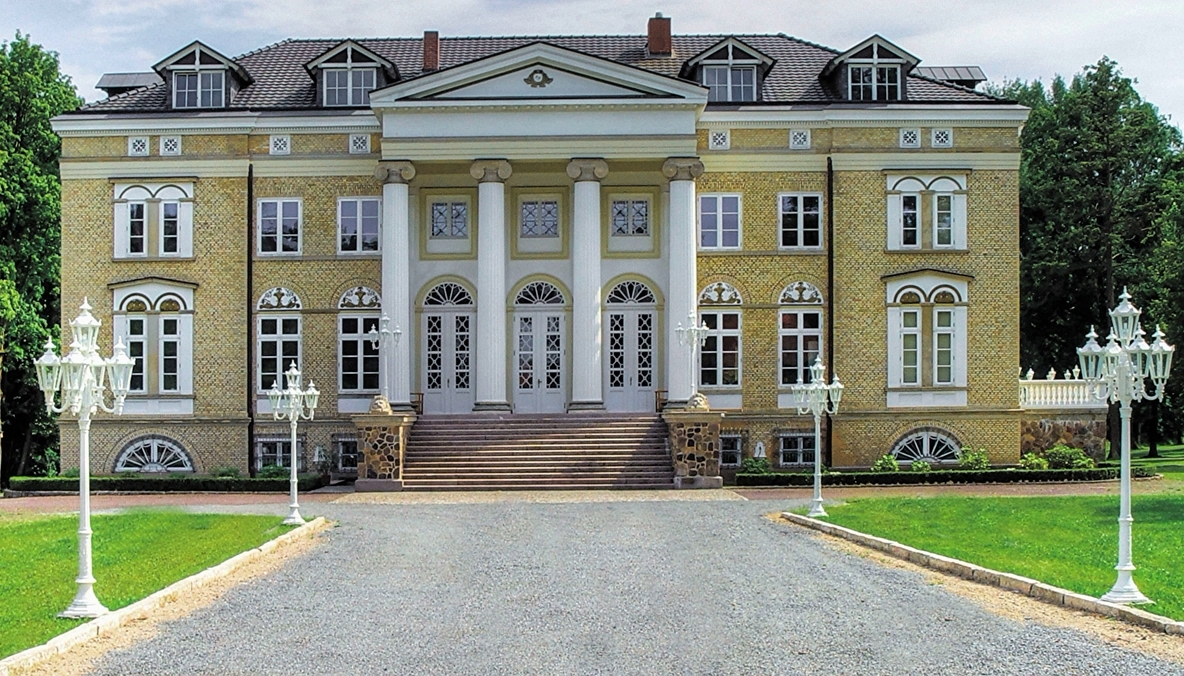
Herrenhaus Tüschow

### Baubeschreibung
Herrenhaus Tüschow hat eine Grundfläche von 30 × 15 Meter und wurde im Stil des Spätklassizismus gestaltet. Der neunachsige und zweigeschossige Bau, mit zwei kurzen Seitenrisaliten, wurde auf den Grundmauern des Vorgängerbaus aus gelbem Backstein errichtet. Das Herrenhaus wurde vom Schweriner Architekten Ludwig Bartning konzipiert.
Die vorgesetzte Freitreppe wird von auf den seitlichen Feldsteinsockeln ruhenden Löwen flankiert. Die flankierenden Treppensockel bilden mit ihren Feldsteinen einen schönen Kontrast zum vorwiegend verwendeten gelben Backstein des Gebäudekörpers. Über die große Freitreppe und nach dem Durchschreiten des Portikus erschließt sich der Eingang, der wiederum durch Pilaster gegliedert wird.
Vorgesetzt der hohe Portikus mit seinen vier ionischen Säulen, auf denen das Gebälk und die ausladende Verdachung des Giebeldreieckes ruht, welches mit dem Wappenschild des jeweiligen Besitzers verziert war. Der Portikus wird seitlich durch zwei hohe buntfarbige Glaswände geschlossen, die mit schmuckvoller Verglasung versehen sind. In den hohen Eingangstüren findet sich ebenso schmuckvolle buntfarbige Verglasung. Die flankierenden hochrechteckigen Fenster des Erdgeschosses werden durch Gesims und Blindlünetten bekrönt, die mit goldfarbenen vegetabilischen und geometrischen Stuckarbeiten gefüllt sind. Weitere Schmuckelemente finden sich auch an den Biforien der Seitenrisalite. Bemerkenswert sind außerdem die Fächerfenster des Sockelgeschosses.
Am Gebäudekörper finden sich zudem gliedernde Gesimse und Friese, die in verschiedener Form und Ausprägung gestaltet wurden.
Ein mit Dachziegeln gedecktes flaches Walmdach bildet nach oben hin den Abschluss. Die dort ersichtlichen Lukarnen sind eine neuzeitliche Zutat.
Bemerkenswert auch die an der Ostseite angesetzte Terrasse, welche von einer schmuckvollen in weiß gefassten Balustrade eingefasst wird. Von dort aus erschließt sich ein herrlicher Blick auf die Parkanlage.

### Farbgestaltung
Die Fensterrahmungen, die Pilaster und die imposanten ionischen Säulen sind in Weiß gefasst und bilden einen schmuckvollen Kontrast zum gelben Backstein. Die Aufhellung vom Sockel zum Hauptgesims war ein typisches Merkmal des Klassizismus.

### Inneneinrichtung
Stuckornamentik und Malereien bilden im Inneren ein schmuckvolles Ensemble. Dank einiger Originalvorlagen konnte der Innenbereich in seinen entstehungszeitlichen Zustand versetzt werden. In den Räumlichkeiten verzieren Palmettenfries und andere Schmuckelemente die Deckengesimse und das auf ionischen Wandsäulen ruhende Gebälk. Die Pilastergliederung wird auch im Innenbereich fortgeführt. Bemerkenswert ist das Kaminzimmer, mit seinem aus weißem Marmor gefertigten Kamin, welcher mit einem auf kannelierten Pilastern ruhenden Kaminsims versehen ist. Flankiert wird der Kamin von schmuckvollen Blumensäulen, aus schwarzem Marmor gefertigt, mit in Gold gefassten korinthischen Kapitellen. Bemerkenswert ist auch der barocke Kaminofen, in runder Form, der oben mit einer bekrönten Kuppel abschließt. Die Kacheln des Ofens wurden mit farbigen Malereien versehen. Hier finden sich stilisierte Jagdmotive, Waldmotive und Vogelmotive sowie umlaufende Ornamentbilder.
Die repräsentativen Räumlichkeiten sind mit Kristall-Lüstern ausgestattet. Im Kaminzimmer wird der Kamin zudem von Wandlüstern flankiert. Diese Ausstattung setzt sich im ganzen Hause fort und unterstreicht das ansprechende Ambiente der Innenräumlichkeiten.
Türen und Türrahmungen sind von weißer Farbe und mit kassettierten Flächen versehen. Die reich verzierten Messingbeschläge der Türen vervollständigen das schöne Erscheinungsbild.

### Innenausmalung
Für die Innenausmalung wurde ein ockriger Farbton als auch strahlendes Weiß gewählt.
Die während der Sanierung 1998–2002 in Auftrag gegebenen Deckenmalereien zeigen musizierende und tanzende Engelsdarstellungen, umgeben von Wolken und hellblauen Himmel. Zudem finden sich Darstellungen von Engeln die Blumen vom Himmel verstreuen.

## Park und Anwesen

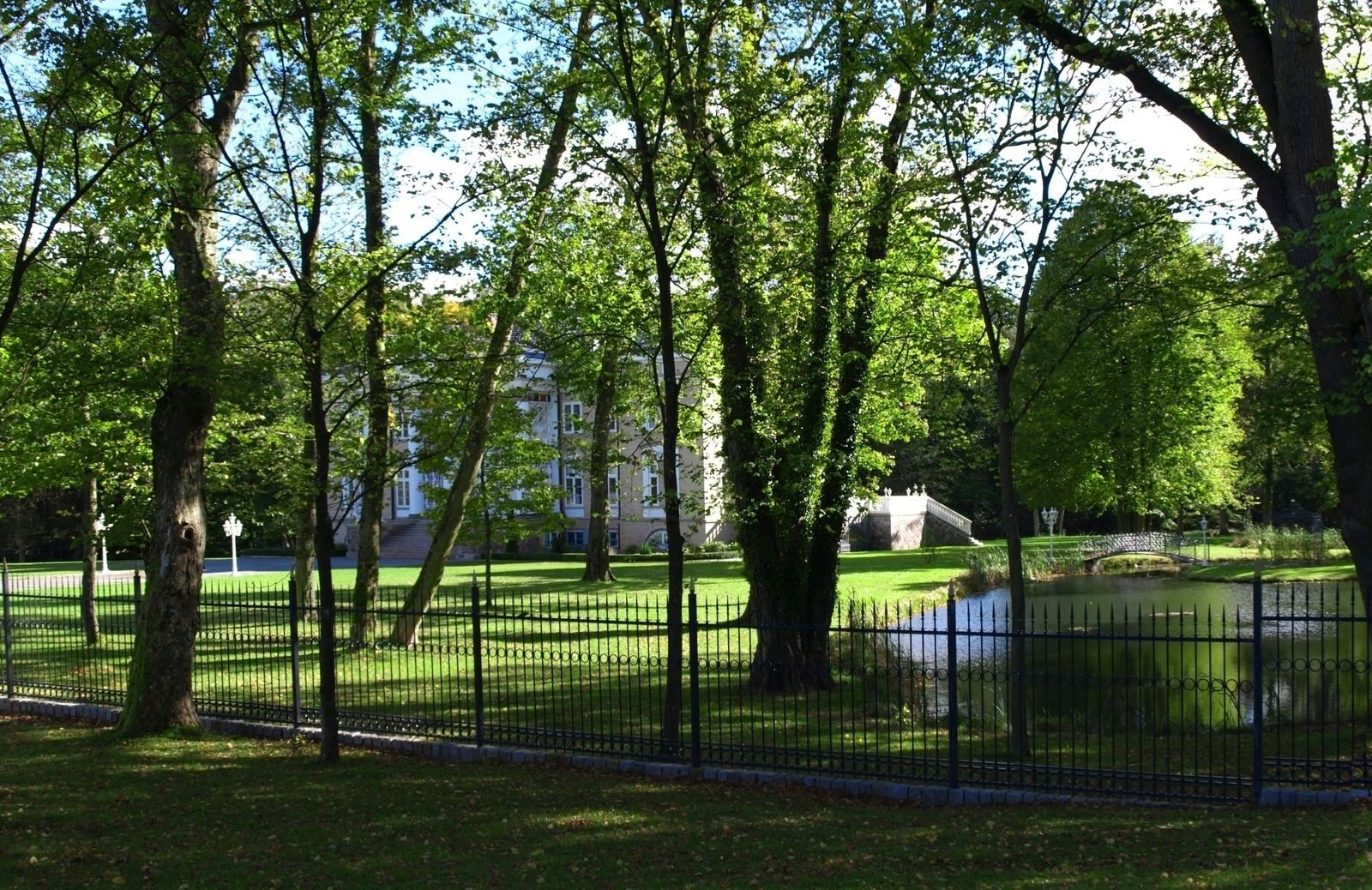
Parkanlage (2017)

Großzügig angelegte Rasenflächen und farbenfrohe Pflanzungen bildeten einst das Umfeld des Herrenhauses. Der im 19. Jahrhundert angelegte Park war von Spazierwegen durchzogen und wird unweit der Gebäudesüdseite vom Fluss Schaale flankiert. Die Parkanlage orientierte sich am Stil der Landschaftsgestaltung eines englischen Landsitzes.
Die heutige 3 Hektar große Parkanlage, mit dem östlich gelegenen Parksee, wird von Bäumen und Ziergehölzen umgeben. Inmitten des Sees befindet sich die über eine Brücke erreichbare künstliche Insel, deren Zentrum ein kleiner Gartenpavillon bildet.
Das Herrenhaus und das umliegende Anwesen wird von einem hohen schmiedeeisernen Zaun abgegrenzt. Die Zufahrt ist mit einem Tor verschlossen, welches in großen Pfeilern aus behauenen Feldsteinen verankert wurde. Der sich dahinter erschließende Zufahrtsweg wird von weiß gefassten gusseisernen Kandelabern flankiert. Vom einst vorhandenen Rasenrondell ist heute nichts mehr erkennbar.
Anzumerken ist, dass sich das Anwesen in unmittelbarer Nähe des seit 1982 bestehenden Naturschutzgebietes Schaaletal bei Schildfeld befindet, welches heute zum Naturschutzgebiet Schaalelauf gehört.

## Ergänzendes

### Grabkapelle von Stern

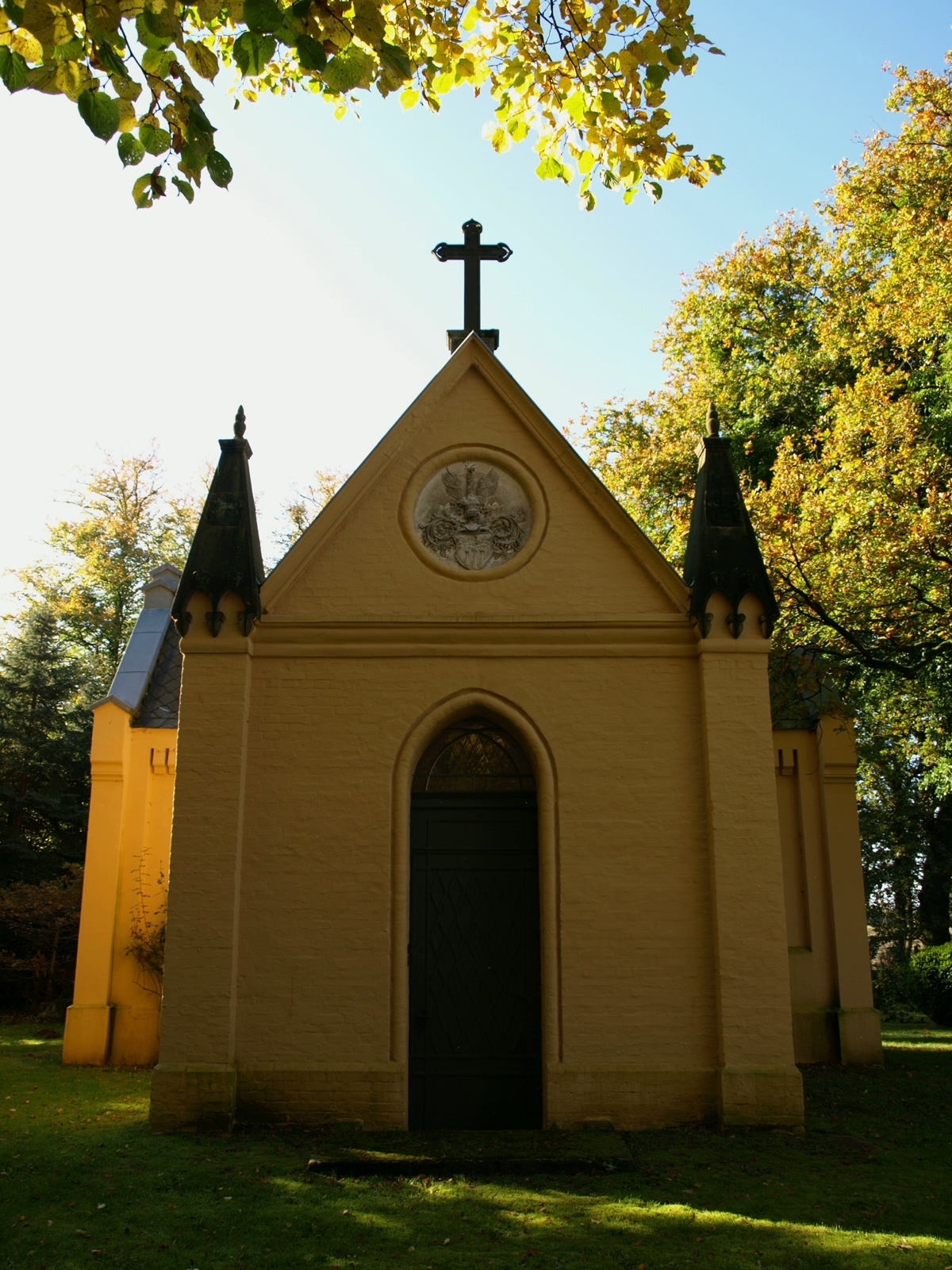
Grabkapelle

Auf dem Kirchhof von Granzin ließ die Patronatsfamilie von Stern eine Grabkapelle errichten. Der südwestlich der St.-Martin-Kirche gelegene Gruftbau ist im Stil der Neogotik gestaltet. Bemerkenswert sind die in den spitzbogigen Fenstern zu findenden figürlichen Glasmalereien und das kunstvoll ausgeführte Familienwappen über dem Zugangsportal. Die unter Denkmalschutz stehende Grabkapelle beherbergt noch heute die sterblichen Überreste einiger Familienmitglieder.

### Familienwappen von Stern
Bis 1913 zierte das farbig gestaltete Familienwappen das in Traufhöhe befindliche Giebeldreieck des Herrenhauses. Heute findet sich das Familienwappen im Giebeldreieck der Grabkapelle in Granzin und in der Stern’schen Grabkapelle im Nordschiff der St. Johanniskirche in Lüneburg.
Blasonierung: Im blauen Feld drei aus dem Schildesrand nebeneinander emporsteigende schwarze Pyramiden, von denen die höhere mittlere mit einem siebenstrahligen, die anderen mit einem goldenen Stern besteckt sind; darüber ein silberner Mondschein. Auf dem bekrönten Helm eine von Weiss und Blau gemischte Wolke, aus der zwischen einem von Blau und Schwarz übereck geteilten Adlersflug ein rechter Arm, golden gekleidet mit silbernen Überschlag und einem neunstrahligen Stern haltend, hervor wächst. Helmdecken blau, golden und schwarz.

### Sternsruh
Bemerkenswert ist die Namensgebung des Ortes Sternsruh und dessen Verbindung zur Familie von Stern. Der in der Feldmark Granzin gelegene Hof, mit seinen sechs Erbpachtstellen, gehörte mit zum Gut Tüschow. Am 23. Dezember 1845 wurde hier der Ort Sternsruh begründet, wie aus einer offiziellen Mitteilung im Januar 1846 hervorgeht. Der Ortsname ist unverkennbar vom Familiennamen der Besitzer des Gutes Tüschow abgeleitet.